# Vandalize
Vandalize é o terceiro álbum de estúdio da banda de visual Kei japonesa Alice Nine, lançado em 14 de janeiro de 2009. O álbum contém 11 faixas, sendo três singles lançados anteriormente ("Mirror Ball", "Rainbows", e "Cross Game") e oito novas canções. A banda lançou uma edição regular e uma edição limitada do álbum, com a mesma capa porém em branco, que inclui um DVD, com uma música ao vivo, um video promocional de "The Beautiful Name" e seu making-of. A faixa "Cross Game" é um dos temas de encerramento do anime Yu-Gi-Oh.

## Recepção
O álbum estreou na Oricon Albums Chart em 7º.

## Faixas[3]
| N.º | Título                            | Duração |  |
| 1.  | "the beautiful name"              | 5:39    |  |
| 2.  | "Hyakka Ryōran" (百花繚乱)        | 3:48    |  |
| 3.  | "RAINBOWS"                        | 4:48    |  |
| 4.  | "Kiss twice, Kiss me deadly"      | 4:27    |  |
| 5.  | "CROSS GAME"                      | 3:47    |  |
| 6.  | "Subaru" (昴)                     | 6:26    |  |
| 7.  | "www."                            | 3:45    |  |
| 8.  | "Drella"                          | 5:14    |  |
| 9.  | "Mirror Ball" (Vandalize Edition) | 3:45    |  |
| 10. | "Innocence" (イノセンス)          | 4:13    |  |
| 11. | "Waterfall"                       | 6:23    |  |

| Edição Limitada (DVD) |                                                                     |         |  |
| N.º                   | Título                                                              | Duração |  |
| 1.                    | "the beautiful name" (Videoclipe)                                   |         |  |
| 2.                    | "the beautiful name" (Making-of)                                    |         |  |
| 3.                    | "Tsubasa" (Ao vivo em 31 de agosto de 2008 em Nakano Sunplaza Hall) |         |  |

## Singles
- "Rainbows"
- "Cross Game"
- "Mirror Ball"

## Ficha técnica

### Alice Nine[4]
- Shou - vocal, piano
- Hiroto  - guitarra
- Tora - guitarra
- Saga - baixo
- Nao - bateria